# Adam Wągrowicensis
Adam Wągrowicensis, anche Adam di Wągrowiec (Margonin, XVI secolo – Wągrowiec, 27 agosto 1629), è stato un compositore e organista polacco.
Conosciuto solo sotto il suo nome monastico, Wągrowicensis era membro dell'Ordine Cistercense presso l'abbazia di Wągrowiec, a nord di Poznań.
Un manoscritto per intavolature per organo del 1618 contiene 23 suoi pezzi (si tratta per lo più fantasie, ricercar e parafrasi liturgiche) e una canzona per organo a lui attribuita è inclusa nell'intavolature di Pelplin. Le altre sue composizioni note sono un'altra canzona e alcune composizioni sacre vocali; una Sancta et immaculata per soprano, tenore e basso continuo e un Da pacem per 2 tenori e basso continuo (i manoscritti di ambedue sono conservati presso la Biblioteka Jagiellońska).
Adam Wągrowicensis è riconosciuto come il pioniere dello stile del primo barocco in Polonia.